# Abdul Hai Habibi
Abdul Hai Habibi (paschtunisch عبدالحى حبيبي, persisch عبدالحی حبیبی; * 1910 in Kandahar; † 9. Mai 1984 in Kabul) war ein afghanischer Dichter, Regierungsbeamter und Historiker.

## Leben
Er kam 1910 in Kandahar in einer paschtunischen Wissenschaftlerfamilie auf die Welt, er war der Enkel von Emir Habibullah Khan. Er wurde als hervorragender Kandahari bekannt, der viele Bücher schrieb. Sein Vater starb früh, und er wurde in den Moscheen von Kandahar unterrichtet. 1920 wurde er für die Grundschule in Schalimar zugelassen. Da seine Leistungen besonders gut waren, bekam er im Alter von 15 Jahren ein Diplom und war dann als Lehrer in den Grundschulen von Kandahar tätig. 1927 war er als stellvertretender Chefredakteur der Wochenzeitung Tulo in Kandahar tätig, und ein Jahr darauf wurde er zu deren Herausgeber. 1950 musste er nach Peschawar flüchten, da er gegen den damaligen Ministerpräsidenten Sardar Schah Mahmud Khan war. Im Exil veröffentlichte er eine Zeitschrift namens Azad Afghanistan, freies Afghanistan. Im Jahr 1961 durfte er wieder nach Afghanistan zurückkehren. Hier war er als Professor für Literatur an der Universität Kabul tätig. 1966 wurde zum Präsidenten der afghanischen Historiker-Gesellschaft ernannt. Er veröffentlichte mehrere Bücher über die Geschichte Afghanistans. Er ist Autor von mehr als 115 Büchern sowie mehr als 500 Fachartikeln über Literatur, Geschichte, Philosophie, Linguistik, Poetik und die Kultur der Menschen in Afghanistan. Einige seiner Bücher wurden ins Englische, Arabische, Deutsche sowie in weitere Fremdsprachen übersetzt. Am 9. Mai 1984 starb er in Kabul im Alter von 74 Jahren.

## Laufbahn
Abdul Hai Habibi war von 1925 bis Grundschullehrer in den Schulen von Kandahar. Nach seiner Lehrzeit wechselte er zur Zeitung Tuloo-e Afghan, dort wurde er als stellvertretender Chefredakteur bis 1931 eingesetzt. Von 1931 bis 1940 war er Herausgeber von Tuloo-e Afghan. Dann war er von 1941 bis 1944 Präsident der Akademie Paschto (Pashto Tolana) in Kabul. Zur gleichen Zeit war er als Vizepräsident der Abteilung Publikationen tätig. Ebenfalls im gleichen Zeitraum fungierte er als Berater des Bildungsministerium in Kabul. Im Anschluss war er bis 1946 Vorsitzender des ersten College of Letters der Universität Kabul, und Präsident der Paschto-Akademie und Professor für Geschichte der Paschto-Literatur.
In Kandahar wurde er von 1946 bis 1947 Präsident. 1947 war er als Handelsattaché in Quetta, Balochistan. Während der 7. Sitzung der Nationalversammlung wurde er zum Vertreter der Provinz Kandahar gewählt. Den Rang eines Professors von der Universität Kabul erhielt er im Jahre 1965. Die afghanische Historiker-Gesellschaft setzte ihm von 1966 bis 1971 als Präsident ein. Habibi war Berater, von 1972 bis 1973, für kulturelle Angelegenheiten für Premierminister Mohammad Musa Schafiq. Von 1970 bis 1977 lehrte er als Professor Literatur und Geschichte an der Universität Kabul. Im Ministerium für Information und Kultur fungierte er von 1978 bis 1982 als Berater.

## Kritik
Pata Khazana, eines der Hauptwerke von ihm, wurde wegen fehlender starker Beweise in Frage gestellt. Der britische Iranist David Neil MacKenzie schließt aus den Anachronismen, dass das Dokument erst kurz vor seiner Entdeckung im Jahre 1944 hergestellt wurde. MacKenzies zentrales Argument bezieht sich auf die Nutzung der modernen Paschto-Buchstaben Dze (ځ [dz]) und Nur (ڼ [ɳ]) in der gesamten Schrift. Diese wurden erst im Jahre 1936 in die Paschto-Alphabet eingeführt, als die afghanische Regierung die Paschto-Rechtschreibung reformierte. Die beiden Buchstaben sind nie gleichzeitig in einer echten Handschrift vor 1935 gefunden worden.

Habibi reagierte auf seine Kritiker im Jahre 1977 mit der Feststellung: 

„Ich erhielt das handgeschriebene Manuskript mit Hilfe des verstorbenen Abdul Ali Khanozay ein Kakkar bei Psheen 1943. Zuerst habe ich übersetzte es ins Persische, sofern Erläuterungen und Anmerkungen und veröffentlichte es im Jahr 1944 durch die Pashto Academy. Im Jahr 1961 fünf tausend Kopien der Originalausgabe wurden durch Veröffentlichungen und Übersetzungsabteilung veröffentlicht. Aufgrund der großen Nachfrage nach dem Buch, die dritte Ausgabe wurde 1976 von der Pashto Development Board des Ministeriums für Information und Kultur veröffentlicht. Diese Ausgabe enthält eine komplette facisimile der ursprünglichen handgeschriebenen Manuskript. Seit der Veröffentlichung vor 33 Jahren unterschiedliche Meinungen zu diesem Buch zum Ausdruck gebracht und einige Leute haben ihre Zweifel auf sie zu werfen. Einige haben gesagt, dass ich das Buch zusammen, während andere haben behauptet, dass sie von geschmiedeten Shah Hussain, Sohn von Haji Mirwais Khan. Solche Ansprüche sind über die Jahre gehört worden, aber leider haben die Kritiker nicht kompiliert keine detaillierten oder scholastischen Analysen der Arbeit, so dass sie untersucht werden, und wenn festgestellt widerlegbar, kommentiert scholastisch. Wissenschaftler auf dem Gebiet haben dieses Buch nicht im Detail bisher diskutierten. Was ist geschrieben worden war kurz und Ausdrucksformen der Zweifel. Kein schulischen oder positive Kritik aus der Sicht der Linguistik oder Etymologie ist vorgesehen, so dass die Echtheit oder Fälschung von Wörtern kann ausgewertet werden und die Fakten zu klären.“